# ممیند
ممیند، روستایی از توابع بخش محمدیار شهرستان نقده در استان آذربایجان غربی ایران است. پل تاریخی میمند در این روستا قرار دارد.

## جمعیت
این روستا در دهستان المهدی (نقده) قرار دارد و براساس سرشماری مرکز آمار ایران در سال ۱۳۸۵، جمعیت آن ۷۸۸ نفر (۱۳۶ خانوار) بوده‌است.